# ديفيد د. رودولف
ديفيد د. رودولف (بالإنجليزية: David D. Rudolph)‏ هو سياسي أمريكي، ولد في 12 يونيو 1949 في الولايات المتحدة. حزبياً، نشط في الحزب الديمقراطي. وقد انتخب عضو مجلس النواب لولاية ماريلند.